# Демографическая статистика
Демографи́ческая стати́стика:
- составная часть системы демографических наук, осуществляющих сбор, обработку, анализ и изложение данных, характеризующих численность, состав, размещение и движение населения стран, территорий или отдельных групп населения с применением статистических методов.
- совокупность числовых данных о численности, структуре, размещении, естественном и механическом движении населения,
- область практической деятельности по сбору и обработке данных демографической статистики.

## В Средние века

### Инки
Мартин де Муруа в своей книге «Общая История Перу» сообщал использовании кипу в качестве инструмента в демографической статистике и управлении трудовых ресурсов Империи инков (XV-XVI века): «они вели подсчёт всех людей селения, взрослых и детей» и «маркакамайос прибегали к помощи кипу для назначения людей каждого селения согласно их занятию или работы».

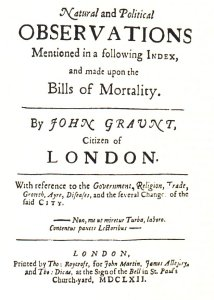
Обложка монографии Граунта «Наблюдения над бюллетенями смертности…» (1662).

## Демографическая статистика вНовое время

### Англия как родина демографической статистики
У истоков современной демографической статистики как науки стоят два английских имени: купца Джона Граунта (1620—1674) и его друга Уильяма Петти (1623—1687). При этом Петти оказался «по совместительству» отцом-основателем ещё одной, не менее важной для человечества науки — политической экономии (правда и в этой области он делит славу основоположника с другим учёным, П. Буагильбером). Именно Петти с Граунтом, выбрав в качестве объекта социальные явления, превратили списки живущих и умерших в Лондоне в первую демографическую статистику (Граунт), которая и послужила для Петти основой первой политико-экономической теории народонаселения.

## Демографические исследования в России

### XIII—XVI века
Начало статистике населения в России было положено в XIII века, когда был произведен учёт населения некоторых русских княжеств. С конца XV века сначала в Новгородской земле, а затем в повсюду в Московском государстве получает распространение новый вид учёта — т. н. «сошное письмо», систематизированный свод сведений с указанием наличия на описываемых землях дворов и живущих в них людей по их состояниям. В XVII — начале XVIII века было организовано проведение 4 подворных переписей: 1646—1647; 1676—1678; 1710; 1715—1717. Переписи учитывали всех облагаемых податями лиц мужского пола (а с начала XVIII века и женского), включая детей.

### XVII—XVIII века
Основным источником изучения динамики населения в XVIII — первой половине XIX века были ревизии. С 1719 по 1857 было проведено 10 ревизий: 1719, 1744, 1763, 1782, 1795, 1811, 1815, 1833, 1850, 1858. Ревизии учитывали податное население, подлежащее подушному обложению и воинской повинности. Первичным материалом для ревизий служила ревизская сказка, составлявшаяся на отдельное лицо или семью. Сведения ревизских сказок обобщались в сводной документации ревизии, состоящей из перечневых ведомостей, генеральных табелей и окладных книг. Ревизская сказка содержала такие сведения, как сословная принадлежность, возраст, место постоянного жительства, наличие детей, родственников и «работных людей» и др. Ревизии учитывали податные категории населения: крестьян, мещан, церковнослужителей, солдат. Некоторые категории не подлежали учёту: дворяне, почетные граждане, государственные служащие и др.

### XIX—XX века
В 1730-х был налажен т. н. исповедный учёт населения, проводившийся русской православной церковью. Исповедные ведомости дают сведения об общей численности населения и его социальной структуре.
С 1830-х налаживается административно-полицейский учёт населения. До 1858 основывался главным образом на данных ревизий и церковного учёта, поэтому самостоятельным видом может считаться только с 1858. Абсолютное количество населения Центральный статистический комитет МВД через губернские статистические комитеты собирал при помощи полиции и волостных правлений, которые регистрировали наличное население на определённую дату. Всего за 1858—1917 было произведено 6 общеимперских исчислений населения по состоянию на 1 января: в 1859, 1864, 1868, 1871, 1886, 1896. В остальные годы местная администрация на основе данных о естественном и механическом движении населения высчитывала приблизительное количество населения.
Данные о естественном движении населения извлекались из метрических книг. Специальных исследований в области механического движения населения ЦСК не проводил, поэтому ему приходилось пользоваться готовыми статистическими материалами других ведомств и иностранных изданий (по эмиграции), извлекая из них необходимые сведения. ЦСК публиковал данные по абсолютному количеству населения, наряду с другими статистическим сведениями, в изданиях «Статистический временник Российской империи», «Статистика Российской империи» и «Статистический ежегодник России». Кроме того, начиная с 1893 ЦСК в изданиях по урожайной статистике давал приблизительные расчеты абсолютного числа сельского населения.
В пореформенный период в масштабах отдельных территорий России проводятся локальные переписи населения: в Петербурге, Москве, Одессе, Харькове, Прибалтике, Казахстане, Семиреченской обл., Акмолинской обл., Семипалатинске и т. д. Всего с 1862 по 1917 на территории Российской империи было организовано около 200 местных переписей. В некоторых губерниях (Псковской — 1870, 1887; Астраханской — 1873, Акмолинской — 1877 и др.) переписывали жителей во всех городах. В 1863 и 1881 переписано население всей Курляндской, в 1881 — Лифляндской и Эстляндской губерний. Ещё одним комплексом материалов по демографической статистике локального типа являются материалы земских подворных переписей, которые содержат подробные сведения о населении (преим. — крестьянском).
28 января 1897 во всей Российской империи (кроме Финляндии) была проведена первая и единственная до 1917 всероссийская перепись населения. Была осуществлена путём непосредственного опроса всего населения на одну и ту же дату — 28 января 1897, по единой программе и единому, заранее утверждённому плану. Учёт проводился по 3 категориям населения: наличному, постоянному (оседлому) и приписному. Результаты переписи 1897 публиковались отдельными 89 выпусками по губерниям, а также в виде общеимперской сводки.
Программа переписи включала 14 пунктов
- имя, отчество и фамилия (или прозвище)
- семейное состояние (холост, женат, вдов, разведён)
- отношение к главе хозяйства (родственник, свойственник, приёмыш или жилец, прислуга, работник и т. п.)
- пол
- возраст
- состояние или сословие
- вероисповедание
- место рождения, место приписки, место постоянного жительства
- родной язык
- грамотность
- занятие (основное и побочное)

Перепись учла абсолютное количество населения с распределением по вероисповеданиям, сословиям, полу и возрасту, семейному положению. Были получены данные о грамотности населения, количестве и размерах хозяйств, нанятой рабочей силе, основных занятиях населения и т. д. Перепись населения впервые дала точные данные по абсолютному количеству населения Российской империи. Подробные материалы по половозрастному и семейному распределению населения позволяют вычислить важнейшие демографические показатели.
Абсолютное количество населения России учитывалось при проведении сельскохозяйственных переписей 1916 и 1917. В публикации данных переписи 1916 содержатся данные по уездам об общем числе хозяйств и количестве наличного сельского населения мужского и женского пола. Всероссийская земельная и сельскохозяйственная перепись 1917 учла общее число хозяйств, абсолютное число наличного и постоянного населения, количество наёмных рабочих и т. д.

### Разработка статистики миграции населения России
Систематический сбор статистических сведений о естественном движении населения был организован в России с 1722 (метрические ведомости), однако до 1830-х этот учёт распространялся только на христианские вероисповедания. Данные о рождениях, смертях и браках определялись следующим образом: духовенство и др. лица и учреждения, которые вели метрические книги, ежегодно доставляли ежемесячные выписки из метрических книг в епархии, а оттуда в Синод. Параллельно данные из метрических книг доставлялись в губернские областные и городские статистические учреждения, которые сводили данные по движению населения в таблицы.
С 1769 данные о естественном движении начинают публиковаться (по епархиям только о населении православного исповедания, а о всех прочих — с 1930-х годов). Кроме того, общее количество родившихся, умерших и браков по отдельным местностям и уездам содержались в приложениях к ежегодным отчетам губернаторов. Со второй половины XIX века данные о естественном движении населения начинает публиковать ЦСК (опубликованы данные за 1867—1910) в специальных выпусках «Статистического временника Российской империи» и «Статистики Российской империи» под заглавием «Движение населения в Европейской России за …. год». Публикации включают в себя сведения отдельно по мужскому и женскому полу о распределении рождений по месяцам, количестве многоплодных рождений и незаконнорождённых, о распределении браков по месяцам, семейному положению и возрасту; о распределении умерших по месяцам и возрасту (до 1883 по однолетним, за 1883—1910 по пятилетним возрастным группам) и т. д.
Метрическим ведомостям, как источнику по демографической статистике присущи некоторые недостатки, но поскольку они имели системный характер, то на основе этих данных можно судить о динамике народонаселения с удовлетворительной степенью точности.

### Разработка статистики грамотности
Во второй половине XIX века, после освобождения крестьян на повестку дня встаёт одна из жгучих социальных проблем России — вопиющая степень неграмотности населения. По данным переписи 1897 г., грамотные составляли только 21 % населения. В отдельно взятой Сибири грамотных насчитывалось 12 %, а в Средней Азии всего 5 %. Это — на всё население, за вычетом детей до 9 лет цифры немного возрастали (27 %, 16 % и 6 % соответственно). Но вычет детей — не единственный демографический приём, и демографы-статистики России тщательно прорабатывали методику расчётов, которая помогла бы приблизиться к пониманию причин неграмотности — а, значит, и к нахождению способов преодоления этого тяжкого социального недуга. Дискуссии по этому поводу нашли отражение в фундаментальной статье Н. Рубакина «Грамотность», опубликованной в Энциклопедическом словаре Брокгауза и Ефрона, некоторые фрагменты которой изложены ниже.
В числе способов, «с помощью которых можно составить себе более или менее точное понятие о числе грамотных в данное время и в данной стране», Н.Рубакин называет следующие:
Существует несколько способов, с помощью которых можно составить себе более или менее точное понятие о числе грамотных в данное время и в данной стране.

#### Прямой
Способ наиболее полный и точный — поголовная перепись всего населения. Цифры, полученные таким способом, наиболее близки к истине и ошибочны лишь постольку, поскольку подвержена ошибкам сама перепись.
Так, русские статистики, исследовавшие во второй половине 1880-х годах Иркутскую губернию, нашли, что полуграмотных приходилось от 27,3 % до 50,9 % общего числа грамотных; в местностях глухих это отношение ещё менее благоприятно. Но и по народной переписи установить точно цифру людей грамотных можно лишь с известною осторожностью. Иногда к числу неграмотных относят и детей дошкольного возраста, вследствие чего процент неграмотных в данной стране значительно увеличивается. При определении степени распространения грамотности должна быть исключена из вычислений та часть населения, которая, в силу какого-либо физического недостатка, неспособна к обучению грамоте. Сюда относятся, например, идиоты, а также слепые, глухонемые и прочие, грамотность которых поставлена в исключительные условия и должна рассматриваться особо, как не характерная для всего населения. Наконец, для более полной и точной характеристики распространения грамотности среди населения из общего числа грамотных выделяют ещё учащихся (детей школьного возраста).
Одно из важных неудобств этого способа исследований заключается в том, что переписи производятся через весьма значительные промежутки времени; сведения, собранные при этом, сильно запаздывают, и наблюдать по ним поступательное движение грамотности из года в год невозможно. Другие, косвенные способы исследования дают относительное представление о распространении грамотности, а также позволяют судить о поступательном её движении.

#### По числу учащихся
В прямой связи со степенью грамотности данного народа находятся число начальных школ и учащихся в них (детей и взрослых обоего пола). Большее распространение школ и значительное число учащихся в них заставляет предполагать и большее распространение грамотности. С другой стороны, однако, из начальных школ не все выходят грамотными; значительный процент не оканчивает курса, особенно в тех странах, где не введено обязательного обучения. Сравнивая число детей, посещающих школу, с числом детей (школьного возраста), не посещающих и не посещавших её, мы можем получить лишь некоторое понятие даже о распространении грамотности в возрасте 7-14 лет. Слабым пунктом этого способа вычисления является также не везде одинаковое определение школьного возраста, который считается в одних странах от 7 до 14, в других от 8 до 13 или 6-15 и т. д.

#### По числу новобранцев
Весьма распространённый способ судить о грамотности данного народа — это исследование грамотности новобранцев. При этом сопоставляется общее число новобранцев с числом грамотных из них. Этот способ в тех странах, где введена всеобщая воинская повинность, во многих отношениях весьма удобен. Новобранцы выходят из разных слоёв населения и из разных областей государства; кроме того, призывы новобранцев совершаются периодически, из года в год. Но у этого способа есть и существенные неудобства. Во-первых, он оставляет совсем в стороне грамотность женского населения страны, а во-вторых, как и предыдущий способ, касается лишь грамотности одного слоя населения — именно, соответствующего призывному возрасту.

#### По вступающим в брак
Есть ещё способ суждения о распространении грамотности в данной стране — это исследование грамотности лиц, вступающих в брак. Этим способом пользуются в особенности в тех странах, где не введена всеобщая воинская повинность. Он представляет то удобство, что подвергаются исследованию лица обоего пола, разных сословий, разных возрастов и исповеданий и т. д. Все вышеуказанные способы суждения о распространении грамотности (кроме первого, то есть переписи), не имея значения абсолютного, имеют, несомненно, весьма ценное значение относительное. Чем грамотнее страна, тем больше грамотных мы встретим и среди призывных, и среди вступающих в брак, а также тем больший процент учащихся (В наиболее грамотных государствах процент учащихся несколько больше процента детей школьного возраста). Сравнивая такого рода данные, относящиеся к одному какому-либо времени, но к разным странам, мы получаем возможность судить об относительной грамотности этих стран в данное время. Сопоставляя же эти данные за какой-либо период, мы получаем возможность судить о быстроте хода распространения грамотности в народе.